# 乔治·梅里爱
马里-乔治-让·梅里爱（法語：Marie-Georges-Jean Méliès，發音：[maʁi ʒɔʁʒ ʒɑ̃ meljɛs]；1861年12月8日—1938年1月21日），法国魔术师及电影制片人，为早期电影的技术和讲述方法付出卓越贡献。梅里爱在特效运用方面是一个多产的创新者，他在1896年偶然间发现了停机再拍技术，他还是最初几位在作品中使用多重曝光、低速摄影、淡入淡出以及手工着色的电影制作人之一。梅里爱被誉为第一位“影院魔术师”，因为他通过摄影机彷彿可以操控并改造现实。他最著名的两部电影为《月球旅行记》（法語：Le voyage dans la lune，1902年）和《奇幻航程》（法語：Le voyage à travers l'impossible, 1904年）。两个故事里的旅途都光怪陆离、超越现实，颇有儒勒·凡尔纳之风。尽管剧情近乎梦幻，但两部作品依然被包含在最重要的早期科幻电影之中。梅里爱同时也是早期恐怖片的先驱，这一点可以追溯到他的作品《魔鬼庄园》（法語：Le Manoir du diable，1896年）。

## 早期的生活和教育

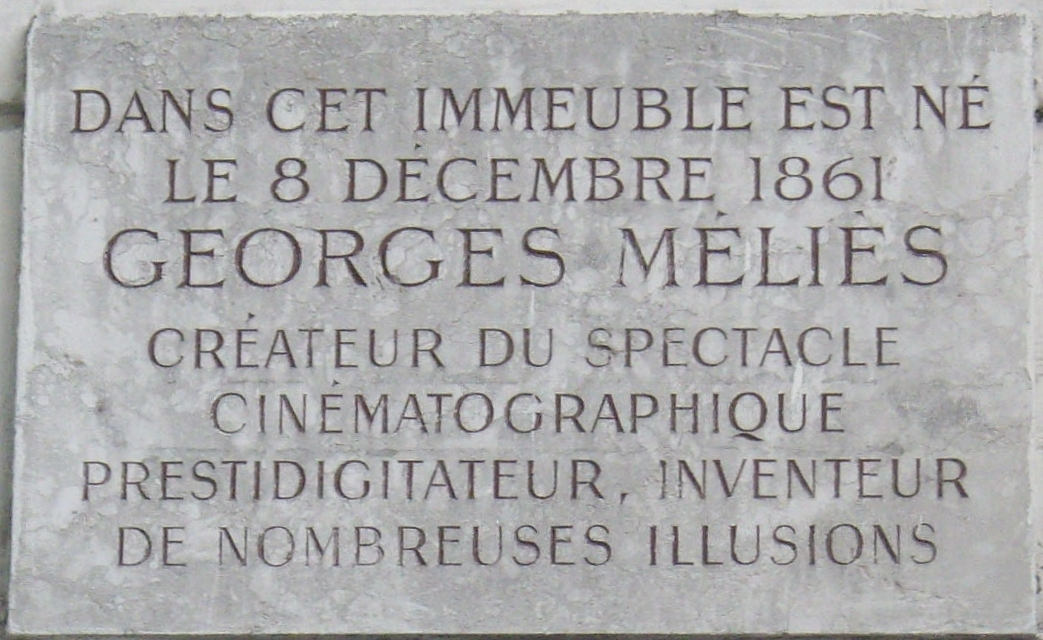
为纪念梅里爱生地所立之碑

玛丽·乔治·让·梅里爱于1861年12月8日生于法国巴黎。其父名为让·路易·斯坦尼斯拉斯·梅里愛（Jean-Louis Stanislas Méliès），其母卡特琳·约翰娜·斯赫费林（Catherine Johanna Schveringh），荷兰人。 乔治·梅里爱的父亲于1843年搬到了巴黎，作为一名熟练的制鞋匠，他开始在一家制靴厂工作。也即在那家制靴厂，乔治·梅里爱的父母相遇了。约翰娜·卡特琳的父亲曾为荷兰王室的官方制靴匠，直到一场大火将他的事业付之一炬。约翰娜·卡特琳协助并培养让·路易，这种情况甚至持续到他们二人完婚、在圣马丁大道上建立起一家高质量的制靴厂并有了亨利和加斯东两个儿子。待到他们第三子乔治出生之时，这个家庭已经比较富裕了。乔治·梅里爱自7岁起在米舍莱公学（法語：Lycée Michelet）上学直到这所学校在普法战争中被炸毁。之后他被送往有着很高声望的路易大帝中学继续就读。在乔治·梅里爱的回忆录中他特别强调自己所受到的正规而传统的教育，以反驳在其事业早期一些人对大多数电影制片人做出的指控——“……文盲而已，不可能创作任何艺术品”。 然而，他承认他的创作直觉常常超出他的智力所及：“艺术的激情于他而言过于强大，当他的思绪徘徊于一篇法语美文抑或拉丁语诗句时，他手中的笔已然不自觉地勾勒出了他教授的肖像抑或同学的漫画。如若不是这般，那一定是有座绮丽的梦幻宫或者一处优美的原风光已然展现在剧院场景中了。” 由于小梅里爱在他的笔记本和课本上乱涂乱画经常会受到教师的处罚，10岁的他便开始用硬纸板做的“傀儡剧院”。待到青少年时，梅里爱的手艺就已经进步到可以制作更加复杂的懸絲傀儡了。1880年，梅里爱在通过了全法会考之后从高中毕业。

## 晚年
托馬斯·愛迪生在倫敦看過他導演的《月球旅行記》後，讓他的助手們偷偷拷貝電影。之後在美國全國上映賺取大量錢財全部歸愛迪生所有。梅里愛分文未得，幾年後宣告破產並失業。梅里愛失去工作以後，從大眾生活中消聲匿跡一段時間。1920年代中期，他利用電影的盈餘在巴黎蒙帕納斯車站經營了一間賣糖果及玩具的小商店。1925年，娶相戀已久的热阿娜·达尔西小姐為妻，並與梅里愛年幼的孫女马德莱娜·马尔泰特-梅里爱（Madeleine Malthête-Méliès）同住在巴黎，過了一段被遺忘的日子。1920年代末期，記者們開始注意到梅里愛早年的作品及生活，人們重新開始重視他。而1929年在普莱耶尔大厅的回憶活動之後，人們對這位藝術家有更進一步的瞭解。在之後的回憶中，梅里愛也表示這次的回憶展示活動是「人生中最輝煌的時刻之一」。
梅里愛於1938年1月21日因癌症病逝，享年76歲。葬於拉雪茲神父公墓。

## 紀念
由布萊恩·塞爾茲尼克于2007年创作的小说《雨果·卡布雷的发明》和于2011年由此改编的电影《雨果的巴黎奇幻歷險》，都是以梅里愛的後期生活為中心，而馬田·史高西斯的電影《雨果的巴黎奇幻歷險》中由賓·京士利扮演梅里愛。
2018年5月3日，Google以首頁塗鴉紀念梅里愛製作《月球旅行記》無聲電影116年，這次的首頁塗鴉由Google與法國電影園（Cinémathèque Française）合作製作，第一次使用了360度互動式虛擬實境技術。

## 延伸阅读
- Bessy, Maurice and Duca, Lo. Georges Méliès, mage. France: J.J. Pauvert. 1961.
- Brackhage, Stan. The Brakhage lectures: Georges Méliès, David Wark Griffith, Carl Theodore Dreyer, Sergei Eisenstein. The GoodLion. 1972.
- Deslandes, Jaques. Le boulevard du cinéma à l'époque de Georges Méliès. France: Éditions du Cerf. 1963.
- Erza, Elizabeth. Georges Méliès, the birth of the auteur.  New York : Manchester University Press. 2000.
- Frazer, John. Artificially arranged scenes : the films of Georges Méliès. MA, G. K. Hall and Company. 1979.
- Gaudreault, André. "Theatricality" and "narrativity" in the work of Georges Méliès. McGill University. 1982.
- Hammond, Paul. Marvellous Méliès. St. Martin's Press. 1975.
- Handman, Gary. Georges Méliès : a bibliography of materials in the UC Berkeley Library. UC Berkeley. 2009.
- Jenn, Pierre. Georges Méliès Cineaste. France: Editions Albatros. 1984.
- Kessler, Frank, Lenk, Sabine and Loiperdinger, Martin. Georges Mʹelis̀, Magier der Filmkunst. Germany: R. Stern. 1993.
- Malthête-Méliès, Madeleine. Méliès l'enchanteur. France: Hachette. 1973.
- Malthête-Méliès, Madeleine. Méliès et la naissance du spectacle cinématographe. France: Klincksieck. 1984.
- Malthête-Méliès, Madeleine. Essai de Reconstitution du Catelogue Français de la Star-Film suvivi d'une Analyse Catalographique des Films de Georges Méliès recenses en France. Centre National de la Cinematographie. 1981.
- Malthête, Jacques. Méliès, l'illusionniste fin de siècle?. France: Presses de le Sorbonne nouvelle. 1998.
- Méliès, Gaston. Le Voyage autour du monde de la G. Méliès Manufacturing Company. France: Association Les Amis de Georges Méliès. 1988.
- Méliès, Georges. Mémoires. France: J.J. Pauvert. 1961.
- McLaren, Norman. Georges Melies : first wizard of cinema. Flicker Alley. 2008.
- Robinson, David. Georges Méliès : father of film fantasy. Museum of the Moving Image. 1993.
- Sadoul, Georges. Georges Méliès. France: Éditions Seghers. 1961.
- Sadoul, Georges. An index to the creative work of Georges Melies, 1896-1912. Sight and Sound. 1947.
- Smith, Jason and Kentridge, William. William Kentridge : 7 fragments for Georges Méliès. National Gallery of Victoria. 2006.
- Thompson, Frank T.. The Star Film ranch : Texas' first picture show. Republic of Texas Press. 1996.